# Arthur von Posadowsky-Wehner

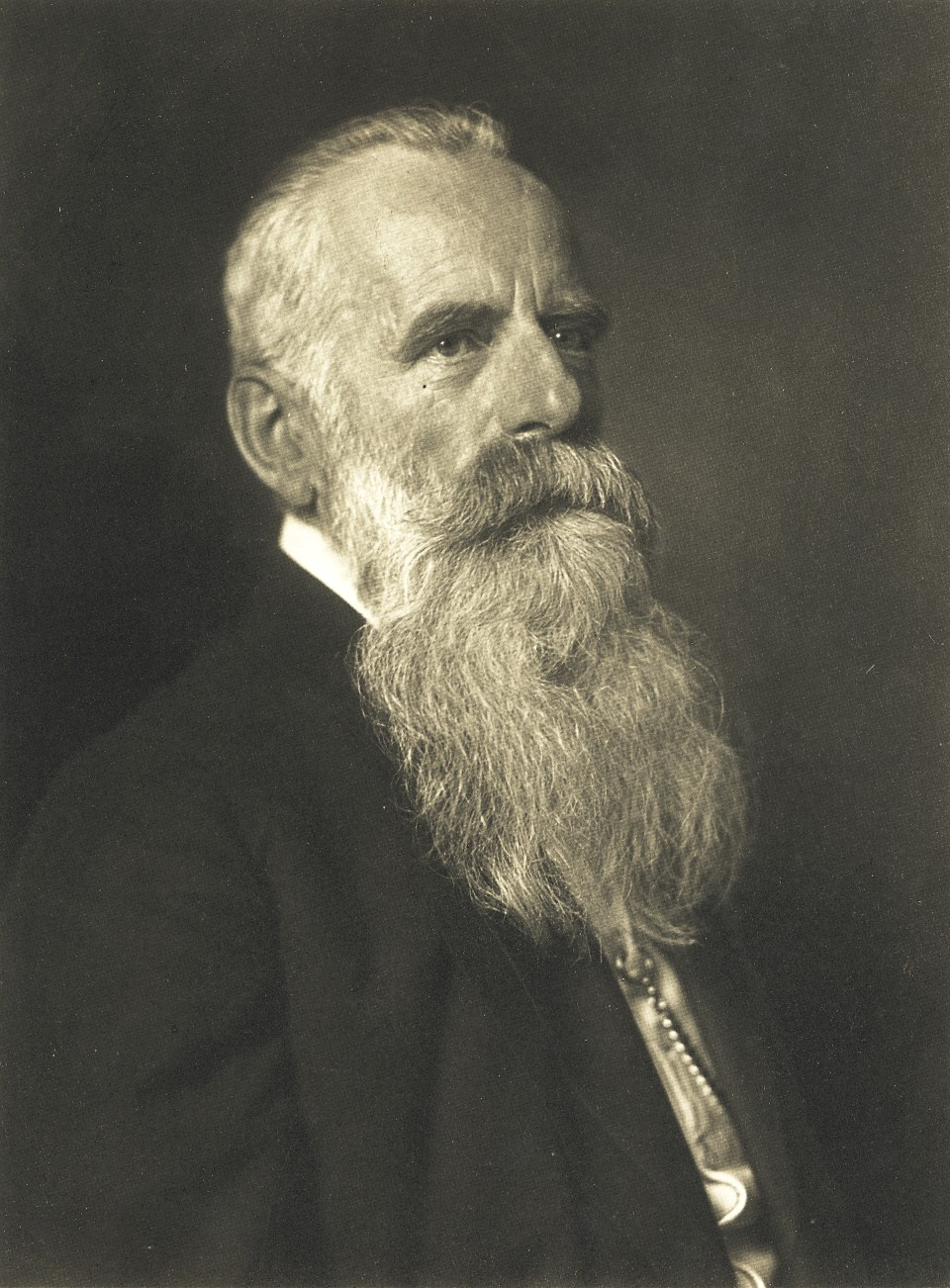
Arthur von Posadowsky-Wehner. Fotografie von Nicola Perscheid.

Arthur Adolf Graf von Posadowsky-Wehner Freiherr von Postelwitz (* 3. Juni 1845 in Groß-Glogau, Provinz Schlesien; † 23. Oktober 1932 in Naumburg (Saale)) war ein deutscher Politiker.

## Leben

### Frühe Jahre
Posadowsky-Wehner entstammte schlesischem Uradel. Sein Vater war der königliche Oberlandesgerichtsrat Adolf Eduard Graf von Posadowsky-Wehner (1799–1848), seine Mutter Amalie von Plötz (1811–1880). Er legte 1864 am evangelischen Gymnasium in Glogau das Abitur ab, um danach, der väterlichen Tradition folgend, Rechts- und Staatswissenschaften in Berlin, Heidelberg und Breslau zu studieren. Besonderes Interesse hegte er dabei für das Staats- und Kirchenrecht.
Nach der Promotion zum Dr. jur. 1867 absolvierte er zunächst ein zweijähriges Referendariat am Breslauer Stadtgericht und schloss seine Ausbildung 1869 mit dem zweiten Staatsexamen ab. Er kehrte jedoch nicht in den Staatsdienst zurück und erwarb stattdessen ein Gut, das er in der Folgezeit bewirtschaftete.
Am 3. Januar 1871 heiratete er Elise Emma Adolfine von Moeller (1840–1914), die Tochter eines Berufungsgerichtspräsidenten in Breslau. Mit ihr hatte er zwei Söhne: Hans Adam Nikolaus (1872–1954) und Gustav Adolph (* 1874), der früh verstarb, sowie zwei Töchter Helene Elisabeth, genannt Liska (1872–1945) und Martha Helene, genannt Litta (* 1875).

### Politischer Aufstieg in Posen
Da die landwirtschaftliche Arbeit ihn nicht zu befriedigen vermochte, betrat Posadowsky-Wehner 1871 wieder die politische Bühne und erhielt eine Position in der Provinzialregierung von Posen. Zwischen 1873 und 1882 war er als Landrat tätig, zunächst im Kreis Wongrowitz, dann im Kreis Kröben. Geschickt nutzte Posadowsky-Wehner in dieser Stellung seine weitgehende Unabhängigkeit und bemühte sich maßvoll um einen Ausgleich zwischen der polnischen Bevölkerungsmehrheit und den deutschen Einwohnern der Landkreise, ohne zugleich die Interessen des Deutschen Kaiserreiches zu vernachlässigen.
Als Mitglied der Freikonservativen Partei saß er von 1882 bis 1885 im Preußischen Abgeordnetenhaus. 1885 wurde er von den Ständen der Provinz Posen zum Direktor der provinzialständischen Verwaltungskommission, 1889 zum Landesdirektor gewählt. Er wurde in der Folge vom König zum Landeshauptmann der Provinz Posen ernannt, der er bis 1893 blieb.

### Staatssekretär im Reichsschatzamt

Reichsschatzsekretär Graf von Posadowsky, 1894

Auch in Berlin wurde man auf den aufstrebenden Schlesier aufmerksam. Kaiser Wilhelm II. berief ihn am 1. September 1893 zum Staatssekretär des Reichsschatzamtes, außerdem wurde er Bevollmächtigter im Bundesrat und war hier in mehreren Ausschüssen präsent. Posadowsky-Wehners Politik stärkte die Rolle des Reichsschatzamtes gegenüber dem dominierenden preußischen Finanzministerium. Er verlangsamte den Anstieg der Schulden, begann mit deren Tilgung und setzte Regelungen zum Schutz der Landwirtschaft durch.

### Deutscher Vizekanzler
Nachdem der ursprünglich für diese Ämter vorgesehene Johannes von Miquel abgelehnt hatte, stieg Posadowsky-Wehner am 1. Juli 1897 zum Staatssekretär des Reichsamts des Innern, Vizekanzler und zum preußischen Staatsminister ohne Geschäftsbereich auf. Unter ihm vollzog sich ein Paradigmenwechsel in der Frage, wie der monarchische Staat mit der Sozialdemokratie umgehen sollte.
Den Anlass für eine Neuorientierung lieferte die sogenannte Zuchthausvorlage. Mit diesem Gesetz, das von Posadowsky-Wehner auf Anregung des Kaisers 1899 in den Reichstag eingebracht wurde, sollten Personen, die einen Arbeiter an der Ausübung seiner Arbeit hindern oder zum Streik verleiten, mit Gefängnis bestraft werden können. Gegen die Stimmen der Konservativen lehnte der Reichstag die Vorlage am 20. November 1899 ab. Der erneute Versuch, der SPD durch eine Erweiterung des Katalogs repressiver Maßnahmen das Wasser abzugraben, war damit gescheitert. Posadowsky-Wehner zog aus der Niederlage Konsequenzen und etablierte eine neue Ausgleichspolitik gegenüber der Sozialdemokratie, indem er auf ihre Forderungen einging und die Sozialgesetzgebung fortführte.
Bei seinem Amtsantritt als Staatssekretär des Innern kündigte Posadowsky-Wehner eine langsamere Gangart in der Sozialgesetzgebung an. Nichtsdestotrotz wurde um die Jahrhundertwende sowohl die Renten- wie auch die Unfallversicherung umfassend novelliert. 1903 entstand das Kinderschutzgesetz. Die Weiterentwicklung des Sozialstaates wurde von der SPD im Reichstag unterstützt und steigerte das Ansehen Posadowsky-Wehners bei der Sozialdemokratie.
Außerdem führte Posadowsky-Wehner in der Zolltarifkommission einen Kompromiss zwischen den Forderungen des Bund der Landwirte, der eine drastische Erhöhung der Getreidezölle von 3,50 Mark auf 7,50 Mark je Doppelzentner verlangte, und der Gegenseite, die vor Vergeltungszöllen für deutsche Produkte warnte, herbei. Das neue Zollgesetz, das am 14. Dezember 1902 mit den Stimmen des Zentrums, der Nationalliberalen und der gemäßigten Konservativen ratifiziert wurde, legte eine Erhöhung der Zölle von 3,50 Mark auf 5,00 Mark für Roggen und auf 5,50 Mark für Weizen fest. Damit waren die Zolltarife des Jahres 1892 wiederhergestellt.
Im weiteren Verlauf seiner Amtszeit sah sich Posadowsky-Wehner zunehmendem innenpolitischen Druck ausgesetzt. Sein sozialpolitischer Eifer und seine enge Zusammenarbeit mit dem Zentrum brachten die Liberalen und Konservativen gegen ihn auf. Als Reichskanzler Bernhard von Bülow 1907 die Kollaboration mit dem Zentrum aufgrund von Meinungsverschiedenheiten in der Kolonialpolitik beendete, wurde Posadowsky-Wehner die politische Arbeitsgrundlage entzogen. Daher trat er am 24. Juni 1907 zurück.
Die Anerkennung, die Posadowsky-Wehner aufgrund seines sozialpolitischen Versöhnungskurses auch unter Arbeitern genoss, illustriert eine Anekdote, die Marie von Bunsen überliefert:

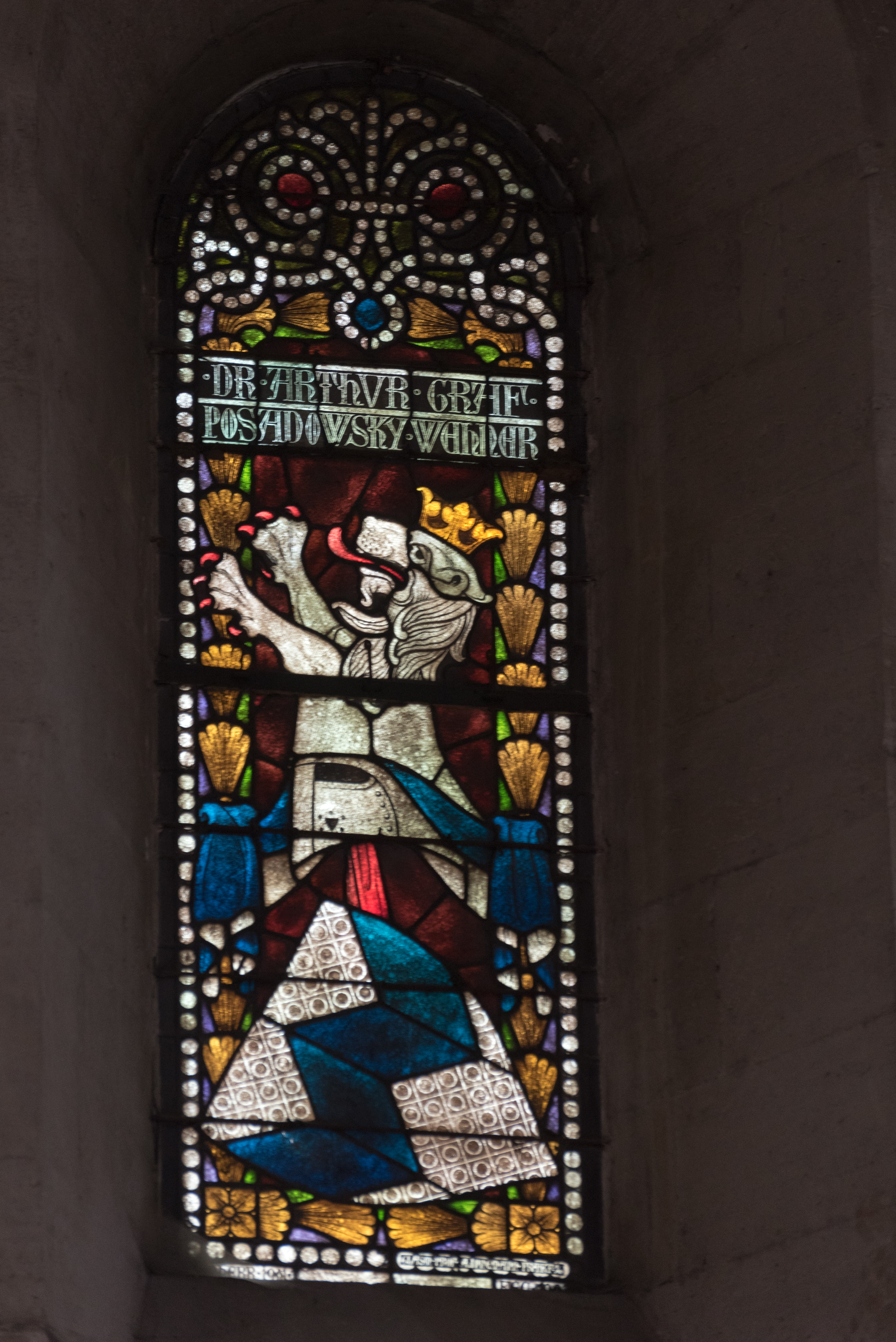
Fenster Naumburger Dom.

„In der Rudelsburg stand ich mit ihm vor einer aufgemalten Landkarte, wir suchten den geeigneten Rückweg. Da blieb ein einfach, aber anständig gekleideter junger Mann stehen, wies auf den gegebenen Richtweg und fragte dann: „Habe ich die Ehre mit Herrn Grafen Posadowsky zu sprechen?“ „Jawohl.“ „Dann möchte ich Ihnen doch sagen, wie genau wir Arbeiter wissen, was wir Ihnen schulden. Sie haben viel für uns getan, und das werden wir Ihnen niemals vergessen.“ Er grüßte und ging.“

### Ausgang des Kaiserreichs und Weimarer Republik
Fortan lebte Posadowsky-Wehner als Dechant des protestantischen Domkapitels in Naumburg. Er blieb der Politik jedoch erhalten und saß von 1907 bis 1918 im Preußischen Herrenhaus und von 1912 bis 1918 als parteiloser Abgeordneter für den Wahlkreis Bielefeld im Reichstag. Zwischen 1915 und 1917 vertrat er seinen erkrankten Sohn Nikolaus als Landrat von Elbing.
Die Niederlage des Kaiserreichs im Ersten Weltkrieg bedauerte Posadowsky-Wehner zutiefst. Er missbilligte die neue Staatsordnung der Weimarer Republik; die Zersplitterung der Parteien schien ihm die Einheit des Deutschen Reiches zu gefährden. Trotzdem setzte er auch nach 1918 sein politisches Wirken fort. Er kandidierte am 11. Februar 1919 gegen Friedrich Ebert bei der Wahl zum Reichspräsidenten, unterlag jedoch in der Weimarer Nationalversammlung mit 49 zu 277 bei insgesamt 379 Stimmen. Bis 1920 war er Fraktionsvorsitzender der DNVP. Er ging nach dem Kapp-Putsch, der von vielen DNVP-Mitgliedern begrüßt wurde, auf Distanz zur Partei, die ihm zu radikal geworden war, und trat Ende 1920 aus ihr aus.

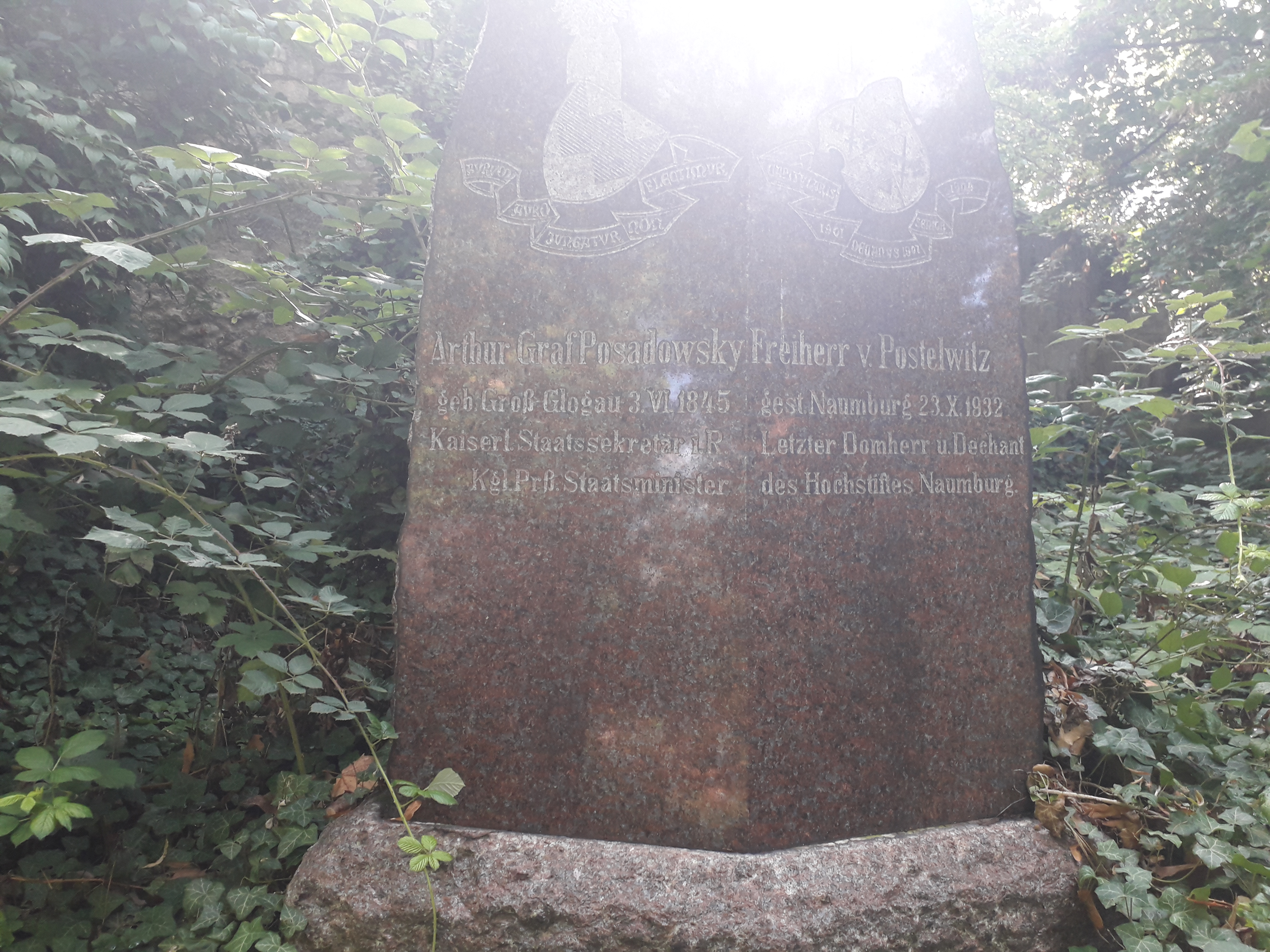
Grabstein des Arthur Graf von Posadowsky-Wehner. Domfriedhof Naumburg. Südeingang.

Als die Inflation in den Jahren 1923 und 1924 kulminierte, setzte er sich für Aufwertungs- und Entschädigungsforderungen der Betroffenen ein. 1925 wählte man ihn in den Provinziallandtag der Provinz Sachsen, von 1928 bis 1932 saß er für die kleine Reichspartei für Volksrecht und Aufwertung im Preußischen Landtag, dessen erste Sitzung der neuen Legislaturperiode er als Alterspräsident eröffnete. Er starb 1932 im Alter von 87 Jahren in Naumburg. Sein Grab befindet sich auf dem dortigen Domfriedhof.

## Ehrungen und Mitgliedschaften
- Ehrendoktor der Medizin (Justus-Liebig-Universität Gießen)
- Ehrendoktor der Theologie (der Friedrich-Wilhelms-Universität jetzt: Humboldt-Universität zu Berlin)
- Ritter des Schwarzer-Adler-Ordens
- Rechtsritter des Johanniterordens
- Ehrenvorsitzender des Samariterbundes
- Ehrenvorsitzender des Verwaltungsrates des Germanischen Nationalmuseums in Nürnberg
- Mitglied der Provinzialsynode Posens und der Generalsynode Preußens

Nach Posadowsky-Wehner sind die Posadowskybai und der Posadowsky-Gletscher im ostantarktischen Kaiser-Wilhelm-II.-Land sowie der Posadowsky-Gletscher auf der südatlantischen Bouvetinsel und mittelbar auch der Posadowsky-Canyon in der Davissee benannt.

## Veröffentlichungen (Auszug)
- Über die Altersversorgung der Arbeiter (1883)
- Geschichte des schlesischen uradligen Geschlechtes der Grafen Posadowsky-Wehner Freiherrn von Postelwitz nebst einem Anhang enthaltend Nachrichten über das Breslauer Patrizier-Geschlecht von Wehner (1891) (Digitalisat)
- Luxus und Sparsamkeit (1909)[7]
- Die Wohnungsfrage als Kulturproblem (1910)
- Gegen Bauer und Noske. (40 S.), In: Deutschnationale Parlamentsreden; H. 8/9. (1919)
- Weltwende. Gesammelte politische Aufsätze. (1920)
- Die schlesischen Habdanks. Ein Beitrag zur Urgeschichte der Grafen Posadowsky-Wehner, Freiherrn von Postelwitz. (1925)
- Volk und Regierung im neuen Reich (1932)